# Aspartam
Aspartamul este denumirea tehnică (produsul chimic) a produselor NutraSweet, Equal, Spoonful, Equal-Measure etc. Aspartamul a fost descoperit accidental în 1965, când James Schlatter, chimist la compania G.D. Searle, testa un medicament antiulcer. În urma procesului de metabolizare în organism, Aspartamul se descompune în: fenilalanină (~50%), ; dicetopiperazină, acid aspartic (~40%) și metanol (~10%). Un litru de băutură răcoritoare light oferă tot atât metanol produs prin metabolizarea aspartamului cât o jumătate de măr.
Aspartamul este subiectul a numeroase încercări de fraudare prin email cu efect alarmist. Validitatea acestor opinii a fost analizată și respinsă de multe ori.